# Gabriel de Rumine
 (novembre 2024).
Gabriel de Rumine, né à Lausanne le 16 janvier 1841 et mort à Bucarest le 18 juin 1871, est un ingénieur-constructeur, voyageur, photographe et mécène suisse.

## Biographie
Quand les parents de Gabriel  Vassilievitch de Rumine, la princesse Catherine de Schakowskoy et le prince Basile [Vassili] de Rumine, quittent leur Russie natale, ils séjournent en Italie et en Allemagne, notamment à Dresde, avant de s’installer en Suisse, à Lausanne, en septembre 1840. Ils descendent à l’hôtel du Faucon avant de s’établir dès le début du mois d’octobre dans la Villa Sainte-Luce, chez La Rochejaquelein, en bas de la rue du Petit-Chêne.
Gabriel de Rumine naît à la Villa Sainte-Luce le 16 janvier 1841. En avril, la famille se déplace dans la campagne de Champittet, à Pully. La famille de Rumine voyage par la suite beaucoup, à la recherche de stations de cures propices à la santé de Basile de Rumine, dont la santé est fragile. Le frère de Gabriel, Jules, vient au monde à Baden, en Allemagne, le 25 avril 1842.
De retour en Suisse fin 1842, les de Rumine louent la Villa Rosemont. Puis, entre 1845 et 1846, ils font construire à Lausanne une propriété, la Villa L’Églantine, à l’endroit de l’actuel chemin Messidor, dans laquelle la famille vit dès 1847. Son père y meurt le 14 mars 1848. Jules meurt 4 ans plus tard, le 21 octobre 1852, à Varèse. Marc Dufour, qui est orphelin, est recueilli à L'Églantine afin de tenir compagnie à Gabriel de Rumine et ils se lient d'amitié.
Dès 1854, Gabriel de Rumine entre au collège Galliard, à Lausanne. En 1854, l'éducation de Gabriel de Rumine est confiée au précepteur et scientifique Charles-Théophile Gaudin, qui a alors 32 ans. Gabriel de Rumine entre à l’Académie de Lausanne en 1859, en sciences et lettres. En 1960, lui et Marc Dufour, alors élèves au Gymnase de Lausanne, entreprennent un voyage en Angleterre de un mois et demi avec Charles-Théophile Gaudin. En 1858, il est membre de la Société vaudoise des sciences naturelles. Il s'inscrit à l’École spéciale (future École d'ingénieurs) en 1861.
Madame de Rumine et Charles-Théophile Gaudin travaillent sur le projet d'un « musée industriel » qui pourrait contribuer à la formation de Gabriel. Sa construction est entreprise en juin 1861 et il est inauguré le 1er mars 1862, à Lausanne. La veille, le Conseil communal de Lausanne octroie à Gabriel et à sa mère la bourgeoisie d'honneur de Lausanne. Le Grand Conseil naturalise Gabriel le 26 mai.
Gabriel de Rumine obtient son diplôme d’ingénieur-constructeur le 3 juin 1864 et adhère à la société d'étudiants de Zofingue.
Durant sa vie, Gabriel de Rumine voyage beaucoup, notamment avec sa mère et son précepteur. Par erreur, il a souvent été qualifié de photographe, par confusion avec son cousin Gabriel Ivanovitch de Rumine, qui documente le patrimoine artistique et archéologique de divers pays. Après la mort de son précepteur le 12 janvier 1866, puis celle de sa mère, d'une affection pulmonaire, le 7 mai 1867, Gabriel de Rumine part en Amérique, puis à Paris en 1868 où il se fait construire, en 1870, un hôtel particulier à proximité du parc Monceau. Il revient à Lausanne au début de l'année 1871, atteint de la variole.

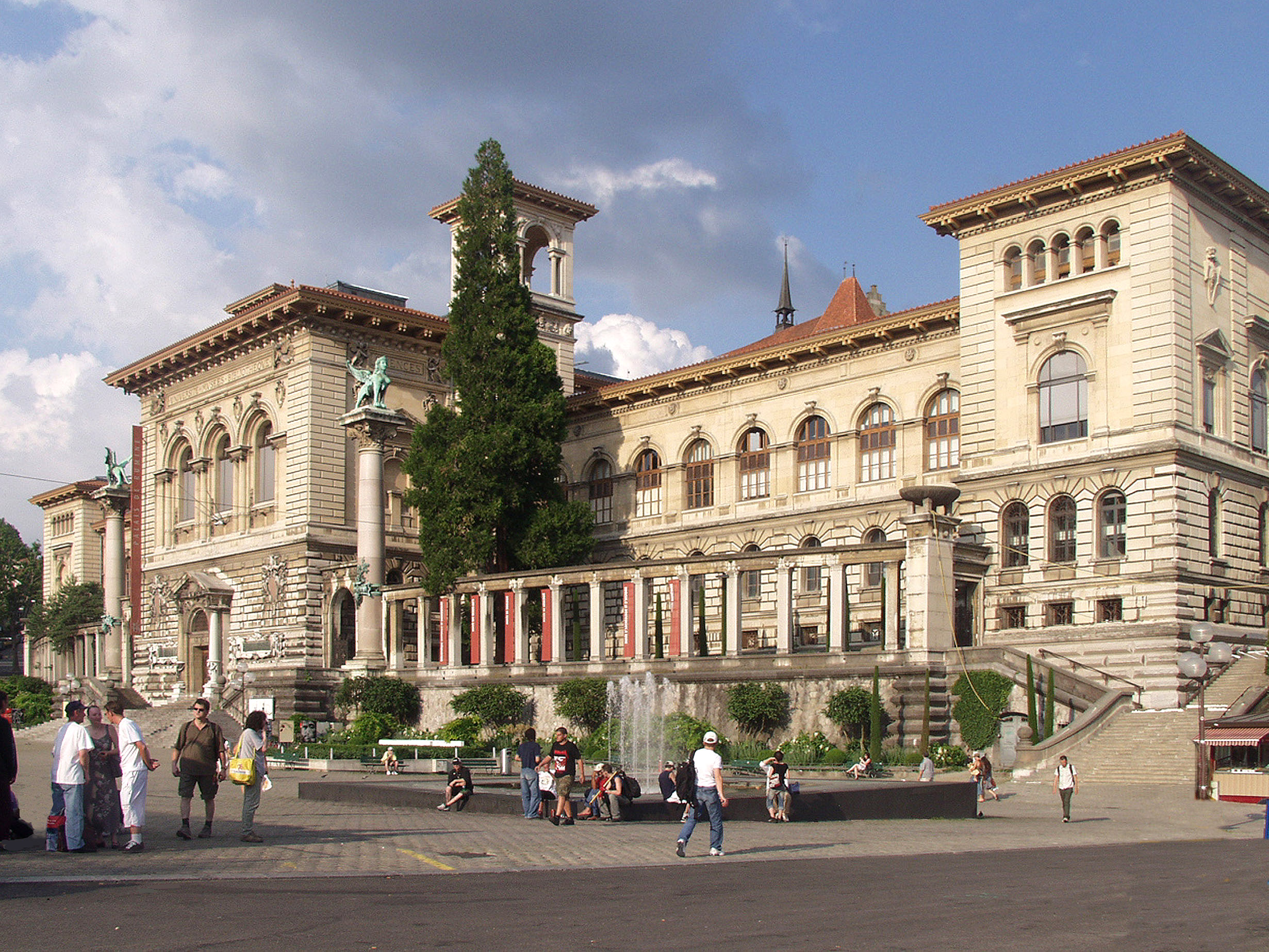
Le Palais de Rumine

Guéri de la variole, il décide de partir pour un voyage à Constantinople, en passant par Venise, Vienne, Budapest et Bucarest. Gabriel de Rumine n'atteindra jamais Constantinople. Il arrive à Bucarest souffrant de la fièvre typhoïde. Il y meurt le 18 juin 1871, à l'âge de 30 ans. Son corps est rapatrié à Lausanne et enterré le 3 septembre au cimetière d'Ouchy. Exhumés le 5 avril 1898, ses restes sont transférés à celui de Montoie.
Rentier jouissant de la fortune de son père, il avait écrit le 20 mars 1871, peu avant de partir pour Constantinople, un testament qui est ouvert le 5 juillet 1871 : il lègue la somme d'1,5 million de francs à la ville de Lausanne pour qu'elle soit placée dans de bonnes conditions et doublée, puis utilisée pour un édifice qui devait être jugé, 15 ans après sa mort, d'utilité publique par une commission de dix membres, choisie pour moitié par les professeurs de l'Académie et pour l'autre par les magistrats de la ville. Il donne en outre 100 000 francs à l'École de théologie libre, 120 000 francs à la Société vaudoise des sciences naturelles, 5 000 francs au Club alpin, 20 000 francs à diverses institutions et fait des legs importants à des particuliers, dont 100 000 francs à l'ophtalmologue Marc Dufour.
En 1872, une décision municipale donne le nom de Gabriel de Rumine à une rue de Lausanne, située entre l'avenue du Théâtre et l'avenue du Léman.